# Still Reminds Me
"Still Reminds Me" är en R&B-influerad poplåt framförd av den indonesiska sångerskan Anggun. Den är delvis skriven av henne själv och komponerad av Erick Benzi till Angguns andra internationella studioalbum Chrysalis (2000).

## Bakgrund
Låten var en av de första som Anggun skrev själv. Hon menar att allt hon gör fortfarande påminner henne om sin före detta partner. Låten är självbiografisk och skrevs av Anggun efter hennes skilsmässa med Michel Georgea år 1999. I refrängen sjunger sångerskan; "I've tried to spend my time with somebody new, but everyone still reminds me of you/And tried to play some songs that change my point of view but every sound still reminds me of you".

## Lansering och mottagande
Låten gavs ut som den ledande singeln från sångerskans skiva den 6 oktober 2000.
Första veckan efter utgivningen nådde låten en 3:e plats på Italiens radiolista och blev därmed sångerskans andra hit i det landet. "Still Reminds Me" debuterade på Italiens officiella singellista den 19 november på en 17:e plats. Följande vecka tappade låten en placering innan den, veckan efter det, föll ur listan. I Japan blev låten en topp-tio hit. Singeln toppade flera radiolistor i både Asien och Europa och nådde slutligen till en 5:e plats på Music & Media European Border Breakers Chart. Sångerskan framförde låten på flera stora tillställningar i både Europa och Japan varav den största var på Vatikanstatens televiserade julkonsert i Rom. I Italien ingick låten i en reklamkampanj på 2 miljoner dollar för Barilla. Den officiella dansremixen av låten skapades av Jason Nevins.

## Musikvideo
En musikvideo regisserades till låten.

## Format och låtlistor
| - Fransk CD/Maxi-singel 1. "Still Reminds Me" (Special Radio Edit) - 3:25 2. "Still Reminds Me" (Jason Nevins Midtempo Radio Edit) - 3:33 3. "Still Reminds Me" (Jason Nevins Uptempo Radio Remix) - 4:45 4. "Still Reminds Me" (Jason Nevins Club Mix) - 9:37 5. "Snow On the Sahara" (Special Radio Edit) - 3:29 - Fransk marknadsföringssingel 1. "Still Reminds Me" (Radio Edit) - 3:25 2. "Still Reminds Me" (Album Version) - 3:58 | - Europeisk CD-singel 1. "Still Reminds Me" (Jason Nevins Extended Club Mix) - 9:37 2. "Still Reminds Me" (Jason Nevins Extended Club Edit) - 4:45 3. "Still Reminds Me" (Special Radio Edit) - 3:35 4. "Still Reminds Me" (Jason Nevins Dub Mix -With Fade-Out-) - 9:18 5. "Snow On The Sahara" (Amen Club Mix) - 7:29 |

## Listplaceringar
| Lista (1998)                     | Högsta placering |
| -------------------------------- | ---------------- |
| Indonesien (ASIRI)               | 1                |
| Italien (FIMI)                   | 17               |
| Malaysia (Malaysian Top 40)      | 1                |
| Japan (Japanese Hot 100)         | 10               |
| Europa (European Border Breaker) | 5                |